# Andri Borzukov
Andri Borzukov –en ucraniano, Андрій Борзуков– (Jersón, 20 de octubre de 1971) es un deportista ucraniano que compitió en piragüismo en la modalidad de aguas tranquilas. Ganó dos medallas en el Campeonato Mundial de Piragüismo: oro en 2003 y bronce en 1994, ambas en la prueba de K4 200 m, y dos medallas de plata en el Campeonato Europeo de Piragüismo.

## Palmarés internacional
| Campeonato Mundial | Campeonato Mundial           | Campeonato Mundial | Campeonato Mundial |
| Año                | Lugar                        | Medalla            | Competición        |
| ------------------ | ---------------------------- | ------------------ | ------------------ |
| 1994               | Ciudad de México (México)    | Medalla de bronce  | K4 200 m           |
| 2003               | Gainesville (Estados Unidos) | Medalla de oro     | K4 200 m           |
| Campeonato Europeo |                              |                    |                    |
| Año                | Lugar                        | Medalla            | Competición        |
| 1999               | Zagreb (Croacia)             | Medalla de plata   | K4 200 m           |
| 2000               | Poznań (Polonia)             | Medalla de plata   | K4 200 m           |